# Raketiranje Vrsara
Raketiranje Vrsara bio je udar jugoslavenskog zrakoplovstva na zračnu luku Crljenka u blizini Vrsara - zračnu luku za zračne sportove na istarskom poluotoku. Zračni napad dogodio se 21. prosinca 1991., vjerojatno kao pokušaj zaustavljanja obuke hrvatskih pilota, koji su napustili jugoslavenske zračne snage i bili na obuci u Vrsaru. Osim objekta za obuku, zračna luka imala je značajnu logističku vrijednost. Međutim, budući da se napad očekivao samo na strateški važniju zračnu luku Pula (da je Jugoslavenska vojska evakuirana samo nekoliko dana ranije), zračna luka imala je malo obrane, a Hrvati su bili zatečeni, a alarm je zazvonio deset minuta nakon napada. Dvije osobe su ubijene u raciji, dok je aerodrom teško oštećen.